# Mission Enfoirés
 (décembre 2016).
Si vous disposez d'ouvrages ou d'articles de référence ou si vous connaissez des sites web de qualité traitant du thème abordé ici, merci de compléter l'article en donnant les références utiles à sa vérifiabilité et en les liant à la section « Notes et références ».
Albums de Les Enfoirés
Au rendez-vous des Enfoirés
(2016) Génération Enfoirés
(2017)
Mission Enfoirés est le vingt-septième album des Enfoirés, enregistré lors de leur série de concerts du 18 au 23 janvier 2017 au Zénith de Toulouse.
Il s'agit du premier spectacle et album sans Jean-Jacques Goldman.

## Hymne
L'hymne des Enfoirés 2017, intitulé Juste une p'tite chanson et composé par Grégoire et MC Solaar, a été dévoilé le 6 janvier 2017. La voix d'un invité d'honneur apparaît sur la chanson et dans le clip vidéo : celle de l'astronaute Thomas Pesquet.

## Diffusion
Le concert est diffusé à la télévision le 3 mars 2017 à 20 h 55 sur TF1 et en simultané à la radio sur RTL.
En raison du confinement, TF1 rediffuse ce concert le samedi 2 mai 2020  a 21h05.

## Liste des titres
1. Medley Je ne suis pas un héros
  1. La Marche des rois (Joseph-François Domergue) : Ensemble vocal de Castanet-Tolosan
  2. Je ne suis pas un héros (Daniel Balavoine) : Christophe Maé, Garou, Kendji Girac, M. Pokora, Patrick Bruel, Jean-Louis Aubert, Jean-Baptiste Maunier, David Hallyday, Soprano, Julien Clerc, Patrick Fiori, Amel Bent, Jenifer, Tal, Liane Foly, Les Enfoirés
2. Encore un soir (Céline Dion) : Patrick Bruel, Kendji Girac, Julien Clerc, Patrick Fiori, Jenifer, Tal, Nolwenn Leroy, Amel Bent
3. On écrit sur les murs (Demis Roussos) : Tal, Soprano, Michaël Youn, Claire Keim, Liane Foly, Amir, Grégoire, Lorie, Jeff Panacloc, Bénabar, Jean-Baptiste Maunier
4. Medley Le Titanic s'amuse
  1. Love boat (Jack Jones) : Gérard Jugnot, Michaël Youn
  2. J'ai cherché (Amir) : Zazie, Michaël Jones
  3. Belinda (Claude François) : Grégoire, Gérard Jugnot
  4. Pas là (Vianney) : Michaël Youn; Les Enfoirés
  5. Sapés comme jamais (Maître Gims) : MC Solaar, Christophe Maé
  6. Can't Stop the Feeling! (Justin Timberlake) : Christophe Willem, Amel Bent
  7. Time of my Life  (Bill Medley et Jennifer Warnes) : David Hallyday, Tal
5. Hello  (Adele) : M. Pokora, Nolwenn Leroy, Christophe Maé, Jenifer, Les Enfoirés, Ensemble vocal de Castanet-Tolosan
6. Bella  (Maître Gims) : Liane Foly, M. Pokora, Christophe Willem, MC Solaar, Les Enfoirés
7. Chaque jour de plus (Michel Fugain) : M. Pokora, Amel Bent, Tal, Soprano, Amir, Lorie, Jenifer, Grégoire, Christophe Willem, Zazie, Maxime Le Forestier, Patrick Fiori, Michèle Laroque, Jeff Panacloc
8. Comment faire un spectacle des Enfoirés ? (Les Enfoirés) : Les Enfoirés
9. Cosmo  (Soprano) : Kendji Girac, Grégoire, Amel Bent
10. Medley Le débat
  1. Crache ton venin (Téléphone) : Christophe Willem
  2. Fallait pas commencer (Lio) : Nolwenn Leroy
  3. Résiste (France Gall) : Liane Foly
  4. Ma révolution (Jenifer) : Lorie
  5. Tous les mêmes (Stromae) : Michèle Laroque
  6. Pauvres Diables (Julio Iglesias) : Patrick Bruel, Michaël Youn, Jean-Baptiste Maunier
  7. Si j'étais Président (Gérard Lenorman) : Bénabar, Patrick Fiori, Patrick Bruel, Marie-Agnès Gillot, Les Enfoirés
11. Utile (Julien Clerc) : Zazie, Claire Keim, Tal, Kad Merad
12. Ça plane pour moi (Plastic Bertrand) : Soprano, Michèle Laroque, Gérard Jugnot, Michaël Youn, Jean-Baptiste Maunier
13. Medley Le portrait
  1. Le petit garçon (Serge Reggiani) : Maxime Le Forestier
  2. Le Portrait (Calogero) : Jean-Baptiste Maunier, Nolwenn Leroy, Lorie, Jean-Louis Aubert, Marie-Agnès Gillot
14. Medley Le smartphone
  1. Parle-moi (Jean-Louis Aubert) : Jenifer, Nicolas Canteloup
  2. L'Indifférence (Gilbert Bécaud) : Maxime Le Forestier, Nolwenn Leroy
  3. Débranche ! : (France Gall) : Amir, Amel Bent
  4. Stop au nom de l'amour (Claude François) : Liane Foly, Jeff Panacloc
15. Il est où le bonheur (Christophe Maé) : Patrick Bruel, Garou, Bénabar, Jean-Louis Aubert, Les Enfoirés, Ensemble vocal de Castanet-Tolosan
16. Dans la maison vide (Michel Polnareff) : Zazie, Patrick Fiori, Amir, Jenifer, Marie-Agnès Gillot
17. L'Orage (Georges Brassens) : Julien Clerc, David Hallyday, Lorie, Christophe Maé, Bénabar, Sébastien Chabal, Soprano, Zazie, Michaël Jones
18. Juste une p'tite chanson (Les Enfoirés) : Les Enfoirés
19. La Chanson des Restos (Les Enfoirés) : Les Enfoirés

## Artistes présents
Un astérisque (*)  signifie que les artistes participent à tous les concerts[réf. nécessaire].
- Amir* (première participation)
- Jean-Louis Aubert
- Bénabar*
- Amel Bent*
- Patrick Bruel*
- Tarek Boudali
- Nicolas Canteloup
- Sébastien Chabal
- Julien Clerc
- Patrick Fiori
- Liane Foly*
- Garou
- Marie-Agnès Gillot*
- Kendji Girac
- Grégoire*
- David Hallyday*
- Jenifer*
- Michael Jones*
- Gérard Jugnot
- Claire Keim
- Michèle Laroque
- Maxime Le Forestier*
- Nolwenn Leroy*
- Lorie*
- Christophe Maé*
- Mimie Mathy (participation vidéo)
- Jean-Baptiste Maunier*
- MC Solaar*
- Kad Merad
- Norman (participation vidéo)
- Jeff Panacloc et Jean-Marc*
- Thomas Pesquet (participation vidéo)
- M. Pokora
- Soprano*
- Tal*
- Christophe Willem*
- Michaël Youn*
- Zazie

Au total, 37 artistes ont participé au spectacle :
- 25 artistes ont participé au premier concert
- 32 artistes ont participé au septième concert

## Artistes ayant participé au singleJuste une p'tite chanson
- Thomas Dutronc

## Classements hebdomadaires
| Classement (2017)            | Meilleure place |
| ---------------------------- | --------------- |
| Belgique (Flandre Ultratop)  | 41              |
| Belgique (Wallonie Ultratop) | 1               |
| France (SNEP)                | 1               |
| Suisse (Schweizer Hitparade) | 2               |

## Certifications
| Pays          | Certification | Unités certifiées |
| ------------- | ------------- | ----------------- |
| France (SNEP) | 2 × Platine   | 200 000           |